# Achille Silvestrini

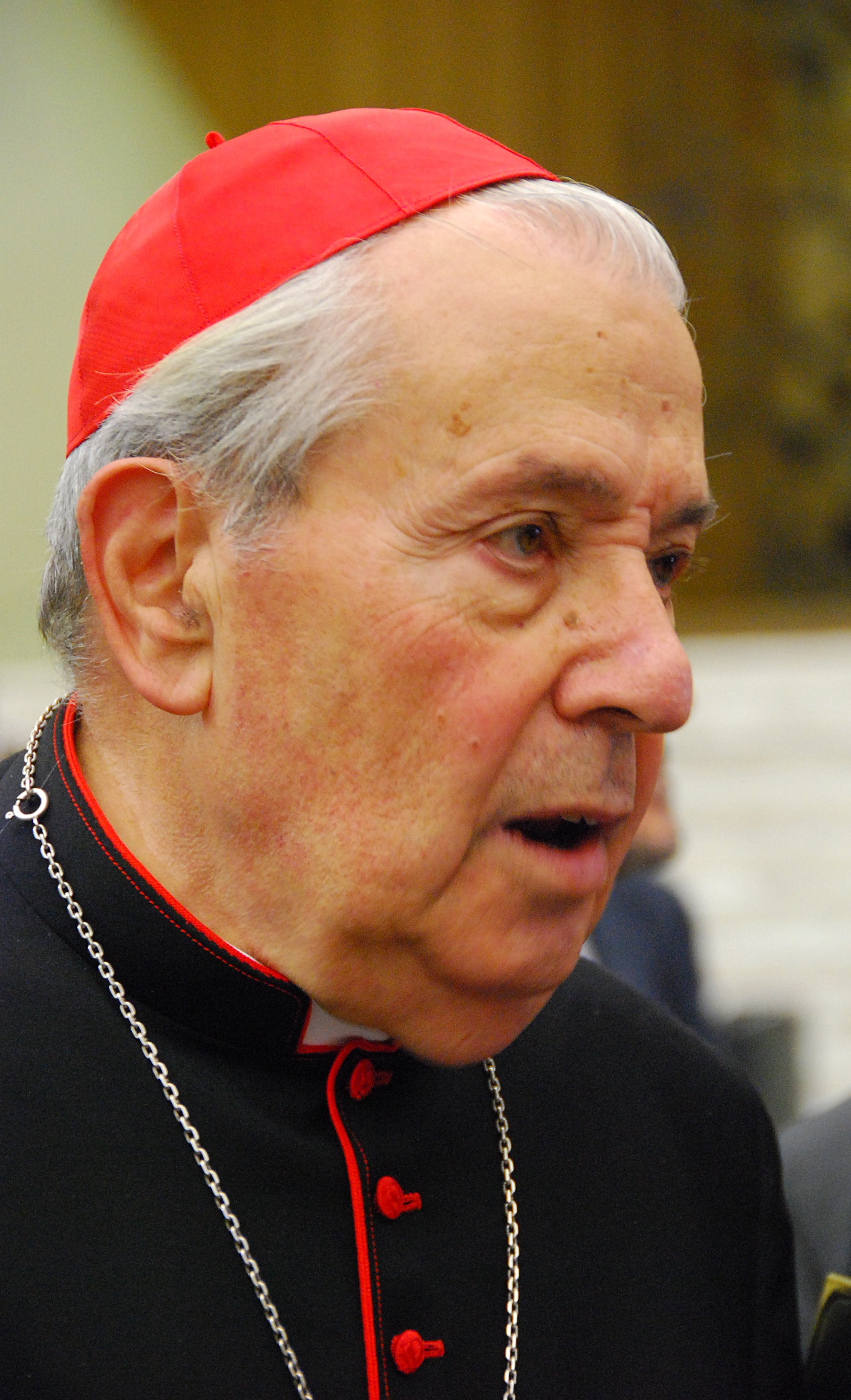
Achille Silvestrini, 2006

Kardinalswappen

Achille Kardinal Silvestrini (* 25. Oktober 1923 in Brisighella, Provinz Ravenna, Italien; † 29. August 2019 in der Vatikanstadt) war ein italienischer Geistlicher, Diplomat und Kurienkardinal der römisch-katholischen Kirche. Von 1971 bis 1988 war er für die diplomatische Linie des Heiligen Stuhls verantwortlich. Zwischen 1988 und 2000 leitete er als Kardinalpräfekt zunächst die Apostolische Signatur und ab 1991 die Kongregation für die orientalischen Kirchen.

## Leben
Achille Silvestrini studierte zunächst Geisteswissenschaften an der Universität Bologna und ab 1948 an der Päpstlichen Lateranuniversität Rom die Fächer Katholische Theologie, Philosophie und alte Sprachen. Am 13. Juli 1946 empfing er das Sakrament der Priesterweihe und schloss ein Studium der Rechtswissenschaften an. Er wurde jeweils in Klassischer Philologie, Kanonischem Recht und Zivilrecht promoviert. Nach der Diplomatenausbildung an der Päpstlichen Diplomatenakademie wurde er im Dezember 1953 in den diplomatischen Dienst des Heiligen Stuhls aufgenommen, in dem er in verschiedenen Abteilungen mit den kommunistischen Staaten Südostasiens, später mit internationalen Organisationen mit dem Fokus auf Frieden, Abrüstung und Menschenrechte befasst war.
Von 1958 bis 1969 war Silvestrini persönlicher Sekretär im Staatssekretariat des Heiligen Stuhls unter den Kardinalstaatssekretären Domenico Tardini und Amleto Giovanni Cicognani. Ab 1969 gehörte er dem Rat für Öffentlichkeitsfragen an und wurde in mehreren Auslandsvertretungen des Heiligen Stuhls verwendet. Er war als Diplomat unter anderem involviert mit dem Fokus auf die Politik des Ostblocks. Silvestrini vertrat den Heiligen Stuhl bei der Konferenz über Sicherheit und Zusammenarbeit in Europa sowie Konferenzen zur friedlichen Nutzung von Atomkraft und zum Atomwaffensperrvertrag.
1979 ernannte ihn Papst Johannes Paul II. zum Außenamtsleiter im Staatssekretariat und damit zum Titularerzbischof von Novaliciana und spendete ihm am 27. Mai 1979 die Bischofsweihe; Mitkonsekratoren waren der Sekretär der Kongregation für die Evangelisierung der Völker, Erzbischof Duraisamy Simon Lourdusamy, und der Offizial im Staatssekretariat, Erzbischof Eduardo Martínez Somalo. Im gleichen Jahr wurde Silvestrini Sekretär des Rates für Öffentlichkeitsfragen der Katholischen Kirche. In den Jahren 1979 bis 1984 leitete er die Delegation des Heiligen Stuhls für die Revision des Konkordats des Vatikanstaates mit Italien (Lateranverträge). Er war an den diplomatischen Vermittlungen um den Falklandkrieg und während der Nicaraguanischen Revolution beteiligt. Silvestrini galt lange als möglicher Nachfolger von Kardinalstaatssekretär Agostino Casaroli und auch als papabile.
Im Konsistorium vom 28. Juni 1988 nahm ihn Johannes Paul II. als Kardinaldiakon mit der Titeldiakonie San Benedetto fuori Porta San Paolo in das Kardinalskollegium auf und ernannte ihn am 1. Juli desselben Jahres zum Präfekten der Apostolischen Signatur, dem Obersten Gerichtshof der römischen Kurie. Am 24. Mai 1991 übernahm er die Leitung der Kongregation für die orientalischen Kirchen („Ostkirchenkongregation“) und fungierte vielfach als päpstlicher Legat und Vermittler in verschiedenen Krisenregionen. 1999 wurde er unter Beibehaltung seiner Titelkirche zum Kardinalpriester pro hac vice ernannt.
Nachdem er mit Vollendung seines 75. Lebensjahres beim Papst den im Kirchenrecht vorgesehenen Rücktritt von allen seinen Ämtern in der Kurie angeboten hatte, wurde dieses Gesuch am 25. November 2000 von Johannes Paul II. angenommen. Wegen Überschreitung der Altersgrenze von 80 Jahren nahm Kardinal Silvestrini weder am Konklave 2005 noch am Konklave 2013 teil.
Schon vor dem Tod Johannes Pauls II. 2005 hielt er den Rücktritt eines künftigen Papstes für denkbar.
Achille Silvestrini war 1980 Gründer und bis zuletzt Vorsitzender der Studienstiftung „Villa Nazareth“ (Fondazione Sacra Famiglia di Nazareth) mit einem eigenen Kolleg in Rom sowie der mit ihr verbundenen Ehemaligen-Vereinigung (Fondazione Comunità Domenico Tardini Onlus).

## Ehrungen
- 1981: Großkreuz des portugiesischen Christusordens
- 1985: Großkreuz des Verdienstordens der Italienischen Republik
- 1991: Großkreuz des Ordens des Infanten Dom Henrique
- 2004: Großoffizier des Sterns von Rumänien